# Adrián Vázquez Lázara
Pour les articles homonymes, voir Vázquez.
Adrián Vázquez Lázara, né le 5 mai 1982 à Madrid, est un homme politique espagnol.
Il siège au Parlement européen depuis le 1er février 2020.